# Juego internacional
El Juego internacional es una modalidad de Pelota valenciana que pone en común los deportes derivados del antiguo Jeu de paume. Se practica solo en los Campeonatos Internacionales de pelota por jugadores valencianos y de otros países de Europa como Francia, Italia o Bélgica y de América como Colombia o Ecuador.

## Historia
El Juego internacional es una modalidad artificial inventada por la Confederación Internacional de Jeu de Paume ex profeso para que los pelotaris de diversas partes del mundo pudieran enfrentarse entre ellos en una modalidad con las reglas más próximas a las de sus respectivos juegos tradicionales. En el caso valenciano, las modalidades más parecida a la del juego internacional es la de Llargues. y ha sido un gran juego internacional.

## Cancha
La pista de juego, a diferencia de la de llargues, es un rectángulo de césped de sesenta metros de largo por viente de ancho en el saque y quince en el resto, limitado por líneas de color blanco. Los extremos de este rectángulo son el resto y el saque, existiendo en este último un rectángulo de ocho por seis metros desde donde se ha de efectuar el saque.

## Pelota
Como cada modalidad de juego de pelota utiliza la suya propia se ha reglamentado una que no se adapte a las características propias de ninguna región para no favorecer su juego. Por tanto se ha elegido una pelota de color blanco de goma rapada permitiéndose como protecciones para las manos solo esparadrapo. Es de detascar que los pelotaris valencianos son de los más perjudicados por la elección de la pelota ya que es notablemente diferente a cualquiera de las que suelen utilizar por lo que necesitan varias semanas de adaptación antes de participar en cualquier competición.

## Reglas
La partida se disputa entre dos equipos de cinco jugadores durante cuarenta minutos intentando conseguir más tantos que el rival.
Cada tanto está compuesto por cuatro quinces:15, 30, 40 y juego.
Cada quince comienza cuando un jugador (de manera rotativa) lanza la pelota desde el rectángulo del saque a lo que responden los jugadores contrarios golpeando la pelota una sola vez para enviarla al extremo contrario (del resto al saque y viceversa) o como mínimo alejarla lo máximo posible.
Sin en el saque la pelota ha superado la línea del medio del campo se ha de golpear como máximo tras un bote pero si está ha sobrepasado el medio campo después de botar en el campo correspondiente al saque se puede devolver sin importar la cantidad de veces que bota.
Los quinces se pueden conseguir de manera directa o aplazada-
- Los quinces directos son:
  - Enviar la pelota más allá del límite contrario del campo
  - Si un rival golpea la pelota pero esta retrocede en vez de avanzar
  - Si un rival golpea la pelota con cualquier parte del cuerpo que no sea la mano excepto para parar la pelota

Los quinces aplazados son los que se ganan consiguiendo la ralla-

### Rayas
La raya es una marca que se coloca en un lateral del campo a la altura del lugar donde se ha parado la pelota para evitar que avanzara en terreno propio. Al cambiar de campo (pasando al saque) el equipo trata de ganar las dos rayas que ha hecho desde el resto. Para conseguirlo tiene que enviar la pelota más allá de la raya en juego provocando que la paren más allá de ella consiguiendo de esta manera un quince. Si no la lanza tan lejos o se la devuelven sin que pase la raya es quince del rival. Como se puede comprobar las rayas del juego internacional son exactamente iguales que las de llargues